# Andrea Facchin
Andrea Facchin (* 20. September 1978 in Padua) ist ein ehemaliger italienischer Kanute.

## Erfolge
Andrea Facchin nahm zweimal an Olympischen Spielen teil. Bei den Olympischen Spielen 2004 in Athen schied er im Einer-Kajak über 1000 Meter im Halbfinale aus. Auf der 500-Meter-Distanz zog er ins Finale ein, wurde dort aber Neunter und Letzter. Acht Jahre darauf trat Facchin in Peking im Zweier-Kajak  mit Antonio Scaduto in zwei Wettkämpfen an und erreichte mit ihm in beiden den Endlauf. Während sie über 500 Meter nicht über den neunten und letzten Platz hinaus kamen, sicherten sie sich über 1000 Meter die Bronzemedaille. Nach 3:14,750 Minuten überquerten sie als Dritte hinter den siegreichen Deutschen Martin Hollstein und Andreas Ihle sowie Kim Wraae Knudsen und René Holten Poulsen aus Dänemark die Ziellinie.
Eine weitere Bronzemedaille erhielt Facchin bei den Weltmeisterschaften 2002 in Szeged nach einem dritten Platz im Vierer-Kajak. Zwei Bronzemedaillen gewann er 2005 bei Mittelmeerspielen.
Nach seinem olympischen Medaillengewinn im Jahr 2008 erhielt Facchin für seine Erfolge im Kanusport das Ritterkreuz des Verdienstordens der Italienischen Republik.